# Aleksandar Stavrev
Aleksandar Stavrev (in macedone Александар Ставрев?); Skopje, 30 marzo 1977) è un arbitro di calcio macedone.

## Carriera
Arbitro nella massima serie macedone, è internazionale dal 1º gennaio 2006.
Già nel maggio 2006, pochi mesi dopo la sua nomina, viene convocato dall'UEFA per prendere parte alla fase finale dei campionati europei di calcio Under 17, in programma in Lussemburgo. Qui dirige due partita della fase a gironi e una semifinale. Nel luglio successivo, fa il suo esordio in un turno preliminare di Coppa UEFA. Nel novembre dello stesso anno esordisce in una gara tra nazionali maggiori, dirigendo Georgia-Lituania, terminata 0-2 e valida per le qualificazioni agli Europei del 2008.
Nel 2008 è chiamato dall'UEFA a dirigere in un altro torneo giovanile: gli Europei Under 19, in programma in Repubblica Ceca. In questa occasione dirige due partite della fase a gironi.
Nel mese di novembre 2008 ottiene per la prima volta una partita della fase a gironi dell'allora Coppa UEFA.
A partire dalla stagione 2009-2010 inizia ad essere regolarmente designato per la fase a gironi della neonata Europa League, e nel febbraio del 2011 ottiene per la prima volta anche un sedicesimo di finale. Ha inoltre diretto varie partite di qualificazione ad Europei e Mondiali.
Nel giugno 2011 è convocato dall'UEFA per prendere parte alla fase finale degli europei Under 21 2011, dove gli vengono assegnate due partite della fase a gironi. Pochi mesi dopo, nell'ottobre dello stesso anno, fa il suo esordio nella fase a gironi della Champions League, dirigendo un match tra gli spagnoli del Barcellona e i cechi del Viktoria Plzeň. L'evento è celebrato dalla federazione, perché si tratta in assoluto della prima volta per un fischietto macedone in questa fase di tale competizione.
Nel dicembre 2012 la federazione lo premia come miglior arbitro macedone del 2012.